# TVNZ 2
TVNZ 2 – drugi kanał nowozelandzkiej telewizji publicznej. Ramówka stacji obejmuje przede wszystkim programy zagraniczne.